# Теорема Картана — Дьєдонне
Теорема Картана — Дьєдонне — теорема, названа на честь французьких математиків Елі Жозефа Картана і Жана Дьєдонне. Теорема стосується структури автоморфізмів простору із симетричною білінійною формою (наприклад, евклідового простору).

## Формулювання теореми
Нехай (V, b) n-вимірний векторний простір (над полем, характеристика якого не дорівнює 2) з невироджених симетричною білінійної формою. Тоді кожен елемент ортогональної групи O(V, b) є композицією не більше ніж n відбиттів щодо гіперплощин.

## Наслідок теореми
Якщо {\displaystyle T} — ортогональне перетворення у {\displaystyle R^{(3)}} і {\displaystyle |T|=1}, то існує вектор {\displaystyle \nu \neq 0} такий, що {\displaystyle T(\nu )=\nu }. 